# Isonymie
Als Isonymie bezeichnet man die Gleichheit der Familiennamen beider Ehepartner vor der Eheschließung, wobei das phonetische Alphabet zu berücksichtigen ist.
Der Anteil dieser Heiraten in einer Bevölkerung ist etwa gleich dem Vierfachen des Inzuchtkoeffizienten und ein einfaches Maß für die Schätzung dieses Koeffizienten in historischen Bevölkerungen oder Bevölkerungsteilen.